# Vsévolod Meierhold
Vsévolod Emílievitx Meierhold (en rus: Всеволод Эмильевич Мейерхольд) (Penza -Imperi Rus, 28 de gener de 1874 - Moscou, Unió Soviètica, 2 de febrer de 1940) va ser un director teatral, actor i teòric rus. Abans de consagrar-se com un dels pioners del teatre d'avantguarda va passar per diverses etapes. Així, es va formar en la tradició i va interpretar obres de gran repertori com a actor, fins que a poc a poc es va anar allunyant dels preceptes naturalistes imperants. De seguida va començar a experimentar amb noves formes de concebre el teatre, va ser un dels desenvolupadors del teatre físic i va reinterpretar les obres clàssiques revolucionant l'escena del segle xx.

## Etapa de formació (1895-1902)

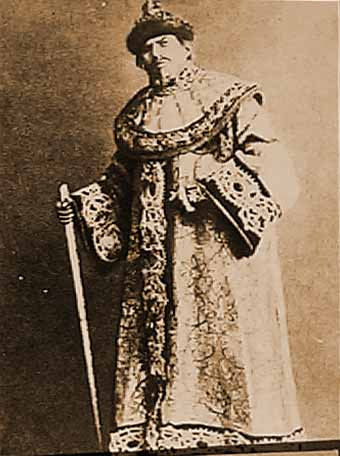
Vsévolod Meierhold caracteritzat com a Ivan el Terrible a l'obra "La mort d'Ivan el Terrible" (c.1898)

Meierhold va néixer el 28 de gener de 1874 a Penza, en el si d'una família luterana. El seu pare, Emil Meierhold, era alemany i la seva mare, Alvina Danilovna, d'origen bàltic. Originalment va rebre els noms de Karl-Fiodor-Kasimir, però quan tenia vint anys els va canviar pel de Vsévolod Emílievitx. El motiu no va ser altre que les diferències amb el seu pare, que volia fer d'ell un alemany al servei d'Otto von Bismarck (1815-1898), fet al que ell no estava disposat. Es va convertir en ortodox grec i va adoptar el nom de Vsevolod en homenatge a Vsévolod Garxin (1855-1888), un escriptor de moda entre els joves de l'època que es va suïcidar, desencantat amb el món. A la seva ciutat natal va transcórrer la seva infància i adolescència. Penza era aleshores un centre cultural i artístic de províncies i també servia de residència d'exiliats polítics, la majoria artistes i intel·lectuals. Va ser la seva mare que el va incitar a l'estudi de les arts, bolcant-se inicialment amb la música.
Després de finalitzar l'escola, el 1895 va viatjar a Moscou on va començar a estudiar Dret, carrera que abandonaria un any després, atret per la vida cultural de la ciutat, que coneixia en aquell moment un ampli ressorgir. Meierhold es va sentir cada vegada més fascinat amb l'art del teatre. Havia participat per primera vegada en les representacions teatrals a l'escola, però al tombant de segle, la seva afició es va convertir en interès seriós. Feia més d'una dècada que el tsar Alexandre III de Rússia havia abolit el monopoli dels Teatres Imperials i, per tant, hi havia una gran efervescència teatral per part de diverses companyies privades. Tanmateix, a Moscou el Teatre Maly seguia sent el lloc d'aprenentatge per a tots els actors i directors d'escena, i encara que Meierhold posteriorment es posicionarà en contra d'aquest teatre, reconeix que en la seva etapa d'estudiant universitari hi anava cada tarda.
El 1896 ingressa a l'Institut Dramàtic-Musical de la Filharmònica de Moscou on tindrà com a mestre a Vladímir Nemiróvitx-Dàntxenko (1858 -1943), dramaturg que va contribuir al desenvolupament de l'art escènic a Rússia, juntament amb Konstantín Stanislavski (1863-1938). Tots dos van fundar el 1898 el Teatre d'Art de Moscou i van convidar Meierhold a formar part de la companyia recentment emergida. La part literària era a càrrec de Dàntxenko i la posada en escena a Stanislavski. Aquell any es va casar amb Olga Munt, amiga seva de la infància, amb la qual va tenir tres filles.
Meyerhold es va incorporar ràpidament als assajos, i durant quatre temporades va romandre al Teatre de l'Art, seguint la seva vocació inicial d'actor, actuant en una àmplia gamma de produccions, com La Gavina (Treplev), Les tres germanes (Tuzenbach), Antígona (Tirèsias) i La mort d'Ivan el Terrible (Ivan el Terrible). Des del començament es va sentir molt atret pels personatges del teatre d'Anton Txékhov (1860-1904), a qui va conèixer durant els assajos de La Gavina i que va ser per a ell un conseller, amb qui compartia els dubtes sobre la forma d'interpretació dels personatges de les seves obres.
Tanmateix, molt aviat es va desmarcar dels preceptes naturalistes en què es basava el Teatre d'Art, ja que considerava que "el realisme ja va viure el seu temps" i trobava necessari canviar les formes instituïdes per altres noves, que trenquessin amb el conservadorisme, el psicologisme i l'estatisme en l'escena.

## La Societat del Nou Drama (1902-1905)
El 1902 va abandonar el Teatre d'Art de Moscou mogut per aquesta idea de buscar noves vies en la creació teatral. Havien anat apareixent nous corrents estètics orientats a destacar els aspectes purament formals. El pioner en aquest sentit era el corrent "El Món de l'Art" que desafiava l'academicisme i el naturalisme, posicionant-se en contra de l'estètica materialista o d'intenció social i impulsant totes les arts visuals. En el sector del teatre el canvi es va manifestar en els decorats, el vestuari, el maquillatge, etc. donant pas a un estil més simbolista i estilitzat.
Tant el simbolisme com l'experimentació exercien una profunda atracció sobre ell, i en ells trobarà la inspiració que estava buscant. Així, adoptant el antinaturalisme com a brúixola, va fundar la Companyia d'Artistes Dramàtics Russos (el nom de la qual canviarà després pel de Societat del Nou Drama) integrada per 16 actors i 11 actrius amb qui marxarà per actuar en diferents províncies (Kherson, Nikolaev i Tbilisi).
Amb aquesta companyia va exercir una activitat febril, comprometent-se amb nombrosos projectes teatrals en els quals tenia el paper tant de director i productor (va dirigir més de 165 espectacles) com el d'actor (va interpretar més de 40 personatges en tres temporades). En el seu repertori la companyia portava obres d'Anton Txékhov, Gerhart Hauptmann i Henrik Ibsen, entre d'altres. Aquests projectes li van servir per experimentar amb formes no naturalistes i nous mètodes de posada en escena, tot i que encara no tenia entitat pròpia, ja que continuava amb el mètode après al Teatre d'Art de Moscou.

## El Teatre-Estudi de Stanislavski (1905-1906)

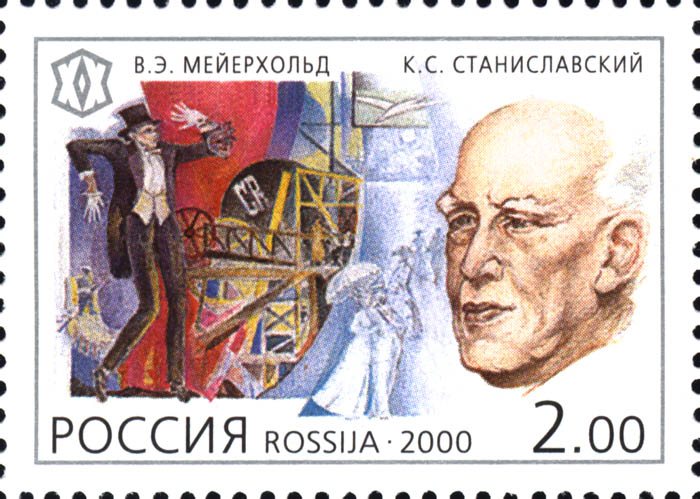
Segell commemoratiu de Meyerhold i Stanislavski (2000)

El 1905 Konstantín Stanislavski es va trobar amb la dificultat de fer front a les propostes de nous dramaturgs com Maurice Maeterlinck, que ja no seguien els preceptes naturalistes, com que s'hi imposava el simbolisme. Veient necessària una renovació, es va posar en contacte amb Meyerhold, ja que havia estat seguint la seva feina a les províncies i confiava plenament en la seva capacitat creadora.
Junts van crear el Teatre-Estudi, una estructura adscrita al Teatre d'Art de Moscou, però que actuava com a laboratori d'investigació i experimentació de les propostes dels nous dramaturgs emergents. Aquest espai va durar només sis mesos, però durant aquest temps va omplir d'entusiasme a actors, directors, escenògrafs i músics ja que tenien l'oportunitat d'experimentar en les seves àrees. Precisament la música va començar a adquirir protagonisme, ja que Meyerhold es va adonar que aquesta era un element bàsic per crear un teatre no naturalista. Així, en les experimentacions del Teatre-Estudi el treball de l'actor, els moviments i les paraules, així com l'espai estaven supeditats al ritme de la música.
Al seu torn, el Teatre-Estudi rebutjava les maquetes naturalistes, i en aquesta recerca experimental sorgiria el gust pels plans impressionistes, que resoldran la simbolització dels llocs on es representava l'escena. És el que Meyerhold va anomenar el mètode de l'estilització:
| «                    | Per estilització no entenc la reproducció precisa de l'estil d'una època o d'un esdeveniment determinat, propi de la fotografia. Al concepte d'estilització, al meu entendre, està indissolublement unida la idea del convencionalisme, de la generalització, del símbol. Estilitzar una època o un esdeveniment significa posar en relleu, amb tots els mitjans expressius, la síntesi d'una època o d'un esdeveniment determinat, significa reproduir els trets característics amagats, com resulten en l'estil vetllat de certes obres d'art. | » |
| — Vsévolod Meyerhold | |   |

Durant el temps que va durar el projecte del Teatre-Estudi es va dur a terme el muntatge de l'obra de Maurice Maeterlinck "La mort de Tintagiles", sota la direcció de Meyerhold. Tanmateix, mai es va estrenar, ja que després de l'assaig general Stanislavski es va adonar que la feina que s'hi exercia divergia completament dels seus ensenyaments i va decidir tancar l'estudi. El que passava en realitat és que la tècnica dels actors, educats en la vella metodologia naturalista dels cursos del Teatre d'Art, no aconseguia plasmar el teatre de l'estilització que Meyerhold proposava. Estava clar que es necessitaven actors nous amb una tècnica renovada. A partir d'aquesta afirmació, Meyerhold i els seus col·laboradors van assumir la responsabilitat d'investigar a fons les possibilitats que donessin els fruits d'un mètode de treball teatral eficaç i significatiu, que cristal·litzarà en la seva teoria teatral de la convenció conscient.

## El teatre de la convenció conscient (1906-1908)
El 1906 es va traslladar a Sant Petersburg per dirigir el teatre de Vera Kommissarjevskaia (1864-1910). Aquesta prestigiosa actriu havia interromput la seva carrera al Teatre Aleksandriski per poder desenvolupar el seu propi teatre i va cridar a Meyerhold perquè portés a escena un repertori modern dirigit al seu públic d'estudiants i intel·lectuals.
És allà on va poder desenvolupar plenament el teatre de la convenció conscient que no havia vist la llum en el projecte del Teatre-Estudi. Durant la seva col·laboració amb Kommissarjevskaia va realitzar tretze espectacles en què va aplicar la seva teoria de la convenció conscient.
El principi de la convenció conscient el va enunciar per primera vegada Valeri Briússov (1873-1924) com a pràctica de teatre oposada al naturalisme.
El teatre naturalista tenia com a fi aconseguir la versemblança a l'escena, reproduint la naturalesa d'una manera fidel amb la finalitat que l'espectador es cregués el que estava veient. D'aquesta forma, tot en l'escena havia de ser veritable i per a aconseguir-ho es copiaven tots els detalls (decorat, vestuari, etc.) en funció de l'època en què s'inscrivia l'obra representada. Per tant, el procés era concebut, primer de tot, per l'escenògraf, que dissenyava esbossos, construïa maquetes i creava els decorats que anticipaven la posada en escena, i el paper de l'actor restava supeditat a tots aquests elements. Els recursos expressius amb què comptava l'actor llavors es limitaven a la seva habilitat en la caracterització del personatge a partir de condicionaments externs, que incloïen: el maquillatge, l'adaptació de la llengua a accents estrangers i dialectes, i la utilització de la veu en la imitació de sons. L'actor del teatre naturalista ignorava que la utilització de recursos com la plasticitat del moviment i l'entrenament del seu cos, podrien també atorgar-li a la seva expressió alè i profunditat.
Davant aquesta manera de fer un teatre totalment fidel a la realitat, al nou teatre que proposava Meyerhold l'espectador sempre era conscient que el que passava en escena no era real, sinó que es tractava d'uns actors que, gràcies a una escenografia, podien realitzar el joc teatral, en què el director es limitava a guiar l'actor. A Meyerhold l'inquietava que l'art escènic de l'actor naturalista no deixés espai a l'espectador per completar amb la seva imaginació la proposta artística i imaginava una "interpretació per indicis" on els significats es concentressin a "zones d'ombra" obrint-li, per tant, l'espectador, el camí cap a la fantasia i el misteri. Així, segons Meyerhold, "en un teatre de convenció conscient l'espectador no oblida un sol instant que té davant a un actor que representa. La tècnica de la convenció conscient lluita contra el procediment de la il·lusió".
A partir d'aquest moment l'actor s'alliberarà de l'escenografia, i el cos, la veu i el disseny del moviment seran les seves eines comunicatives, aspectes que ja venia avançant en les seves experimentacions prèvies al Teatre-Estudi. D'aquesta manera, va portar a la pràctica gran part de les idees que hi havia treballat prèviament però que no havien pogut fer eclosió: recerca d'una disposició frontal dels personatges, nova dicció, investigacions amb la llum per suprimir els decorats, i experiments amb música, entre altres factors. La funció del director d'aquest mètode serà la d'orientar l'actor en la seva recerca artística, servint de pont entre l'esperit de l'autor i l'intèrpret. És així com l'actor, alliberat de tot el superflu, aconsegueix la seva autonomia creadora.
Meyerhold dirigirà, entre altres obres Sor Beatriu (1906), per a la qual s'inspira en la pintura del primer Renaixement, i Pelléas et Mélisande (1907), ambdues de Maurice Maeterlinck. Per a la realització dels decorats col·laborarà amb els millors pintors.
Va romandre en el teatre de Kommissarzhevskaia únicament durant dues temporades, ja que va tenir desavinences amb ella, ja que per Meyerhold els actors en escena eren vists com un ent col·lectiu i, per tant, en el seu teatre no hi havia lloc per a una "actriu-estrella", aspecte no entès per Kommissarzhevskaia i amb el que no estava disposada a transigir. Així, el contracte entre tots dos es va trencar el 1908.

## Teatre oficial versus teatre experimental (1908-1917)
Poc després de finalitzar la seva col·laboració amb Kommissarjévskaia, Meyerhold va rebre la proposició del director dels Teatres Imperials, V.A Teliakovski, de dirigir el Teatre Aleksandriski i el Teatre Mariïnski de Sant Petersburg, a més de participar-hi com a actor dramàtic, la qual cosa Meyerhold va acceptar de bon grat. Allà comptava amb més mitjans per realitzar produccions a gran escala d'obres clàssiques de manera innovadora.
A l'Aleksandriski va muntar Don Joan de Molière (1910), El barracó d'Aleksandr Blok (1915), El príncep constant de Pedro Calderón de la Barca (1915), o El ball de les Màscares de Mikhaïl Lérmontov (1917),entre d'altres. En l'elaboració d'aquests espectacles va conjugar la tradició de la Commedia dell'arte amb el teatre del Segle d'or espanyol i el Kabuki del Japó. Per l'altra banda, en el Mariïnski, teatre d'òpera per excel·lència, va poder experimentar amb la música duent a terme grans produccions com Tristany i Isolda de Richard Wagner (1909), Orfeu i Euridice de Christoph Willibald Gluck (1911), o Elektra, de Richard Strauss (1913).
Paral·lelament al seu treball als teatres oficials, al capdavant dels quals va romandre deu anys (1907-1917), Meyerhold continuava experimentant, com que ni al teatre Aleksandriski i al Mariïnski li era possible implementar les seves reformes. Va adoptar el pseudònim de Dr. Dapertutto, que en realitat és un personatge dels contes d'Ernst Theodor Amadeus Hoffmann, i recorria petits teatres, cabarets i soterranis improvisats, on duia a terme les seves investigacions. Es va començar a interessar pel món del mim, la pantomima, el circ i el music hall. Amb aquestes noves inquietuds va fundar un nou Teatre-Estudi per a la formació d'actors, on s'impartien classes de recitació musical, procediments de la commedia dell'arte i moviments escènics.
El treball de l'actor va anar esdevenint gradualment en un joc més rítmic i àgil i va descobrir el concepte de "grotesc", que es va establir com a estil i com a principi creador del seu teatre, i que ve a significar tot allò que, per contrast, resulta còmic per un efecte caricaturesc, burlesc o estrany. Per a Meyerhold, el grotesc constitueix una nova manera d'enfocar la quotidianitat des d'una perspectiva inèdita, aprofundint en ella fins que deixa de semblar natural. Assenyala Meyerhold sobre el grotesc:
| «                    | Mantenir permanentment en l'espectador una actitud doble respecte de l'acció escènica que es desenvolupa en moviments contrastats, no és aquest l'objectiu del grotesc al teatre? El que dona origen al grotesc és el desig constant del creador treure l'espectador d'un pla que acaba de captar per projectar-lo en un altre que ell no esperava de cap manera. | » |
| — Vsévolod Meyerhold | |   |

Al mateix temps, en aquests anys també va donar conferències, organitzar col·loquis i va fundar una petita revista que va funcionar entre 1914 i 1916, en la qual publicava tècniques teatrals, textos d'autors, tècniques d'interpretació, etc.

## L'Octubre Teatral (1917-1921)
Després de l'esclat de la Revolució Russa el 1917, el nou Estat soviètic va crear el "Comissariat Popular per a la Instrucció Pública", comunament conegut com a Narkompros, que estava encarregat de l'administració de l'educació pública i de la major part de temes relacionats amb la cultura. La comissió, presidida per Anatoli Lunatxarski (1875-1933), va agrupar tots els teatres, que passaran a ser públics i gratuïts, en un departament especial: la "Secció Teatral del Comissariat per a la instrucció" (TEO), i el 1919 Meyerhold va ser nomenat director de la secció de Petrograd.
S'inicia un període presidit per la idea de portar la revolució al teatre, tant en el tractament del tema de les obres com en la construcció formal. Les investigacions prèvies sobre la musicalitat, el joc actoral i l'espai escènic es focalitzaran en la creació d'un nou teatre proletari basat en les idees de "l'Associació de Cultura Proletària" (Proletkult), que promulgava un art allunyat de la influència burgesa anterior i aspirava a modificar radicalment les formes artístiques existents mitjançant la creació d'una nova i revolucionària estètica de la classe obrera.
Des del seu nou càrrec, Meyerhold es va esforçar en l'educació cultural de les classes treballadores amateurs, creant els anomenats "espectacles de masses" en els que els mateixos espectadors es transformaven en actors, els carrers esdevenien en escenari i totes les accions anaven orientades a exaltar la revolució. Va convocar a vells amics artistes: Andrei Beli (1880-1934), Valeri Briússov (1873-1924), Ivanov i Aleksandr Blok (1880-1921), i també a altres nous, entre els quals va destacar, per sobre de tots, Vladímir Maiakovski (1893-1930. Aquest poeta i dramaturg es va convertir en figura clau en l'evolució del nou teatre, perquè estava fortament implicat en la causa de la revolució, i malgrat la diferència d'edat entre tots dos, ell i Meierhold es van entendre perfectament. Maiakovski havia trobat en Meyerhold a l'únic dramaturg capaç de posar en escena la seva obra. La col·laboració entre tots dos va cristal·litzar en l'estrena de l'obra Misteri Bufo de Maiakovski per celebrar el primer aniversari de la Revolució Russa (1918), de la qual tres anys després faria una segona versió. Meyerhold va crear la dramatúrgia de l'obra a partir de les tècniques del circ i del teatre de fira ambulant, i va aconseguir traduir en ella d'una manera perfecta les idees de la revolució.
Poc temps després les autoritats van mobilitzar a tots els treballadors del teatre per lluitar a les files de l'Exèrcit Vermell. Al mes de juny de 1919, assetjat per la fam, va partir cap a Ialta (Crimea). En aquest viatge va ser capturat pel bàndol dels menxevics, que el van condemnar a mort, encara que va poder salvar-se poc temps abans de la victòria bolxevic.
Al seu retorn Meyerhold va ingressar al partit comunista i el 1920 va ser nomenat cap del departament teatral del Comissariat d'Instrucció. És en aquests moments quan llança la seva idea de l'octubre teatral, mitjançant la qual proclama la necessitat de fer una revolució en el teatre i de plasmar en cada representació la lluita de la classe treballadora per la seva emancipació. A aquesta "revolució" s'adscriuran agrupacions teatrals diverses com ara el Proletkult, els teatres obrers que s'havien creat sota la direcció del TEO i, evidentment, el mateix Teatre de Meyerhold, anomenat "Teatre Número I de la República Soviètica Ferederal Socialista Russa", i fundat el 1921.
Meyerhold va entrar en contacte amb els artistes constructivistes valent-se de la seva concepció artística, que defensava la recerca d'una bellesa funcional i utilitària, i que va aplicar al seu teatre. Aquest any va muntar l'espectacle Les Aurores, d'Emil Verhaeren modernitzant-lo, per fer-ho compatible amb la nova ideologia. Tanmateix, el seu muntatge va generar una enorme controvèrsia que li costaria el seu lloc com a director al TEO. A partir d'aquest moment es va convertir en artista independent i va formular la seva gran teoria sobre el treball de l'actor: la biomecànica.

## La biomecànica (1921-1924)

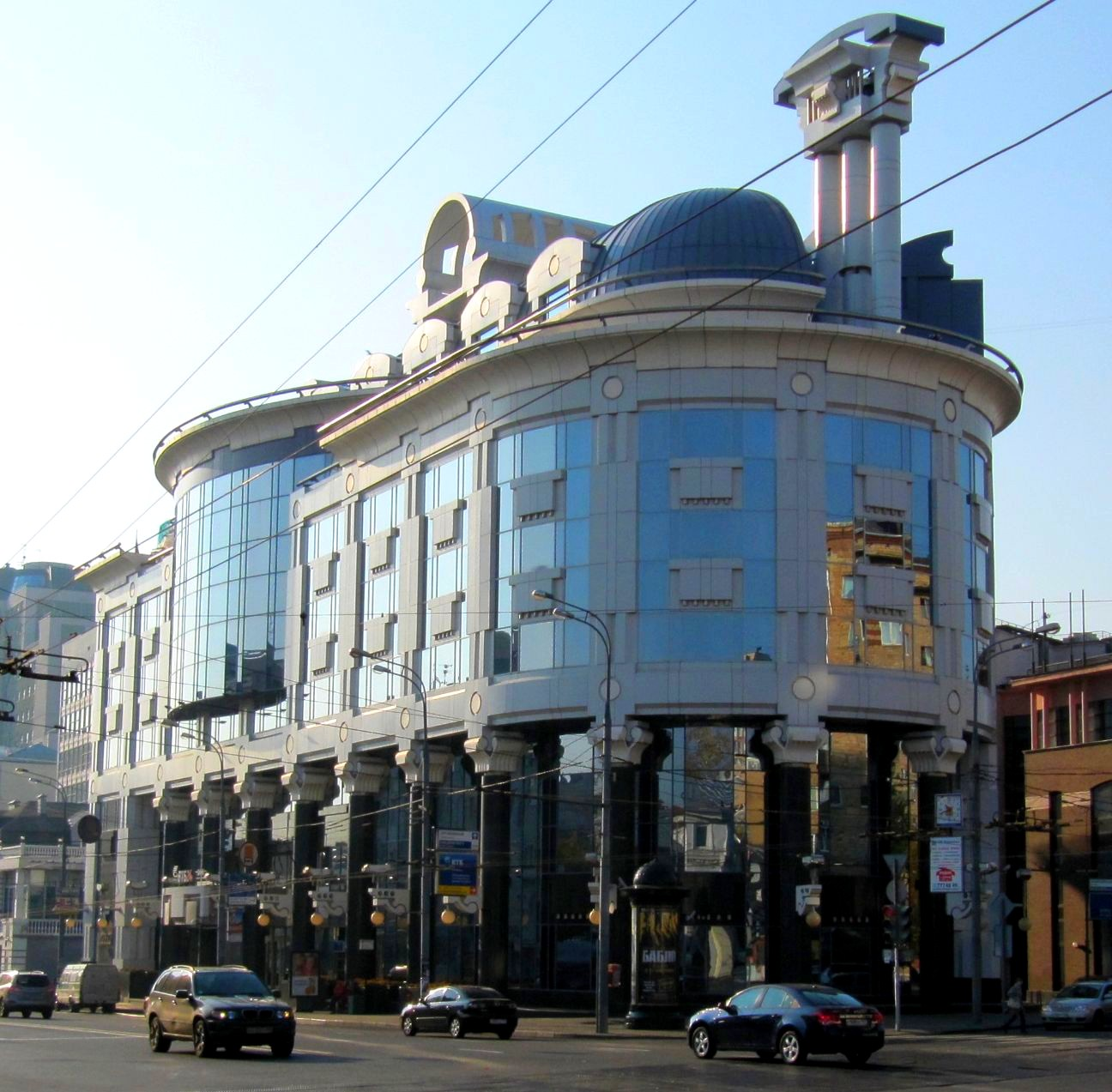
El Teatre Meyerhold a Moscou

Durant l'hivern de 1921-1922 Meyerhold es va centrar a fons en la seva revolució teatral. Hi havia fundat la seva companyia, el Teatre Meyerhold, a mig camí entre una escola, un teatre i un centre d'investigació i va assentar les bases del que seria l'estructura clau del desenvolupament de l'art de l'actor i les avantguardes teatrals del segle xx: «el Laboratori Teatral».
Situat en un gran espai teatral mig abandonat, el Teatre Meyerhold es va dedicar a formar actors per la seva companyia. Hi va investigaren el principi de la biomecànica com la nova forma d'abordar l'entrenament i l'art de l'actor. Per a això, va reprendre els experiments del teatre de la convenció conscient i va incorporar noves concepcions procedents del taylorisme, la reflexologia d'Ivan Pàvlov (1849-1936) i la teoria de l'emoció de William James (1842-1910) i Carl Lange (1834-1900).
D'una banda, el taylorisme, a més d'un sistema d'organització del treball proporcionava a Meyerhold un patró per al moviment escènic dels actors: les accions havien d'economitzar l'esforç, ser rítmiques, fluides i suaus. D'altra banda, la reflexologia de Pàvlov, segons la qual tot l'aprenentatge es desenvolupa per la diferenciació progressiva de respostes apreses gradualment i associades amb anteriors adquisicions, va servir de Meyerhold per donar suport científic als seus plantejaments, basant-se principalment en les seves teories de la generació dels reflexos. Finalment, la teoria de James i Lange, que proposava un model en què la reacció fisiològica davant l'estímul és la que provocava l'emoció ("no ploro perquè tinc pena, sinó tinc pena perquè ploro"), també va donar solidesa científica a el seu mètode.
La biomecànica, sobre la qual Meyerhold gairebé no va deixar referències escrites ni va definir d'una manera sistemàtica, consisteix en un sistema d'entrenament a base d'exercicis i d'estudis per a l'actor, previ a la realització de l'espectacle teatral. Per a ell, la llei fonamental de la biomecànica es basa en el fet que a cadascun dels nostres moviments participa tot el cos: "Si la punta del nas treballa, tot el cos també treballa".
L'objectiu de l'entrenament era, per tant, oferir la possibilitat a l'actor de desenvolupar tots els mitjans expressius al seu abast a través de la mecànica del cos i de les precisions físiques: la dicció i el cant, la impostació de la veu, la respiració, el tractament de les emocions i el control corporal. D'aquesta manera, l'actor que es regeix per la biomecànica treballa i crea economitzant els mitjans expressius al seu abast, dirigint i coordinant la seva actuació. Per aconseguir-ho, Meyerhold va crear el mètode de l'"excitabilitat reflexiva", partint de l'observació de la relació de condicionament que hi ha entre els estats d'ànim psicològics i els processos de tipus fisiològic. Segons aquest procediment biomecànic, l'actor aconseguiria coordinar tots els aspectes de la interpretació sense cedir a l'impuls només a l'emocionalitat. Pel que fa a l'escena, va eliminar tota l'ornamentació, desapareixent la bateria de llums de l'escenari, el teló i els decorats. Va ampliar al màxim l'escenari i va prescindir de tota maquinària escènica, figurant en escena únicament una "construcció" a base de ferro i fusta que serveixi a l'actor en la seva interpretació.
La manera de traslladar aquest entrenament a escena, davant l'espectador, es porta a terme a través de tres elements enunciats per Meyerhold: el pre-joc, el joc, i el joc invertit. El pre-joc consisteix en un preludi a l'acció escènica (joc), on l'actor, dirigint-se al públic, en capta l'atenció esperant que l'acció es desencadeni. El joc invertit és el que es coneix tradicionalment com interpel·lació, o moment en què l'actor abandona l'encarnació del personatge i es dirigeix directament al públic trencant la il·lusió, i recordant-li que només està interpretant.
La primera obra en la qual Meyerhold porta a l'escena els principis de la biomecànica és El Cornut magnífic(1922) de Fernand Crommelynck (1886-1970). Basant-se en els principis artístics i estètics del constructivisme, va disposar els elements escenogràfics (escales, plataformes, rampes i ponts) com a màquines-eina al servei del joc de l'actor. Altres espectacles destacats d'aquest període constructivista són: La mort de Tarelkin (1922), de Aleksandr Sukhov-Kobylin (1817-1903), La terra irritada (1923), de Sergei Tretyakov (1892-1937) i El bosc (1924) d'Aleksandr Ostrovski (1823-1886), entre els principals.

## Darrers anys (1925-1940)

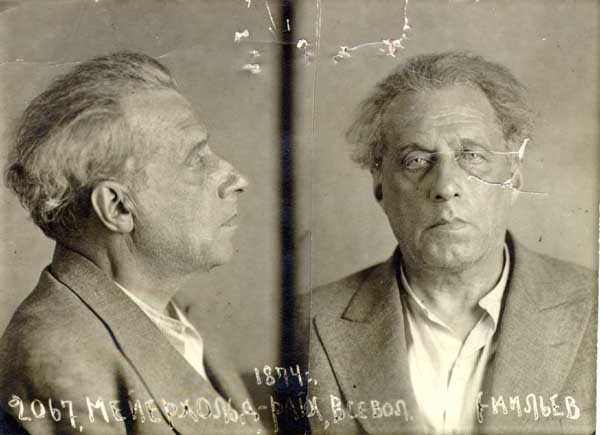
Fitxa policial de Meyerhold, presa en el moment de la seva detenció per la policia soviètica

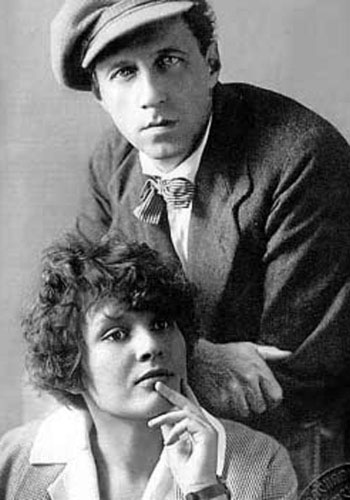
Meyerhold i la seva esposa Zinaida Raikh

Després de l'època constructivista, Meyerhold va integrar la biomecànica de manera més subtil en els espectacles, buscant un nou realisme que més tard s'anomenaria realisme estilitzat.
Alguns exemples d'aquesta transformació són El professor Bubus (1925), d'Aleksei Fajko; El mandat (1925), de Nikolai Erdman (1900-1970); L'inspector general (1926), de Nikolai Gógol (1809-1852)-que va romandre en cartell durant onze anys-La desgràcia de ser intel·ligent (1928), d'Aleksandr Griboiédov (1795-1829), i La Xinxa (1929) i El bany (1930), de Vladímir Maiakovski. En aquestes obres Meyerhold va abandonar el muntatge constructivista i va començar a emprar novament objectes reals en escena. La paraula va tornar a tenir importància i va realitzar adaptacions de textos clàssics, introduint en ells referències del moment per poder arribar al proletariat.
A la dècada dels anys trenta les condicions de treball de Meyerhold van ser cada vegada més difícils. El 1930 Maiakovski es va suïcidar d'un tret al cor i amb ell Meyerhold va perdre no només a un gran amic, sinó a l'únic dramaturg capaç d'oferir una literatura d'acord amb el moment. Va haver de recórrer als clàssics russos per no rebaixar la qualitat dels textos.
El realisme socialista era el nou model artístic oficial que automàticament anul·lava qualsevol proposta que no fos afí al que dictava el règim, i en aquest sentit, el teatre de Meyerhold va ser acusat de formalista i mancat de compromís a la revolució. Només va poder portar a escena vuit espectacles entre 1932 i 1938, entre els quals destaca La dama de les camèlies, d'Alexandre Dumas (1824-1895).
El 1938 els constants atacs van provocar el tancament del seu teatre. Konstantín Stanislavski va tractar d'ajudar-lo oferint-li la direcció dels assaigs al seu Teatre d'Òpera, però va morir aquest mateix any i Meyerhold es va quedar sol, sense protecció. Un any després va participar en el Primer Congrés Nacional de directors, tancant el seu discurs amb aquestes paraules:
| «                    | Aquesta cosa indigent, pobre, que es pretén anomenar teatre del realisme socialista, no té res a veure amb l'art. I és que el teatre és art! I sense art no hi ha teatre! Aneu als teatres de Moscou, vegin aquests grisos i avorrits espectacles que s'assemblen tots entre si i que són a quin pitjor… On fins fa encara molt poc bullien amb força les idees artístiques… on es feia el millor teatre del món, regna ara, gràcies a vostès, una trista mediocritat… A això és al que aspiraven vostès? Si és així, llavors han comès un veritable crim. Juntament amb l'aigua bruta han tirat al nen. Perseguint el formalisme han aniquilat l'art! | » |
| — Vsévolod Meyerhold | |   |

Meyerhold, va enviar una carta al fiscal de la Unió Soviètica, denunciant les terribles pressions de les que estava sent objecte per aconseguir que es retractés de les seves idees. El van detenir al cap d'uns dies i va ser torturat. La seva esposa, l'actriu Zinaida Reich, amb qui s'havia casat el 1922 després de divorciar-se d'Olga Munt, va aparèixer degollada poc després al seu apartament. L'1 de febrer de 1940, després d'uns mesos de presó i tortura, un tribunal militar el va condemnar a la pena capital i va ser afusellat, sota les falses acusacions de ser trotskista i espia dels britànics i del Japó. Tenia seixanta-cinc anys.

## El llegat de Meierhold
Després de l'assassinat, el règim es va esforçar per esborrar les seves petjades i es va prohibir esmentar el seu nom en totes les publicacions russes fins a 1955, el règim el va rehabilitar.
Els seus textos russos es van editar per primera vegada el 1968 en rus i el 1970 al castellà. El seu principal llegat no ha sigut tant la seva teoria com la pràctica. Gairebé no va deixar referències escrites sobre la biomecànica i l'art de l'actor, que coneixem principalment gràcies al seu col·laborador Nikolai G. Kustov (1900?-1976), professor de biomecànica, pràctica que va saber transmetre als seus alumnes, entre els quals destaca Gennadi Bogdanov qui ha pres el relleu i continua ensenyant biomecànica en diferents centres d'Europa.
Sens dubte el millor deixeble de Meyerhold va ser Serguei Eisenstein (1898-1948), que va ser alumne seu el 1921 a l'Estudi de l'Oficina Estatal Superior del Teatre on s'havia matriculat per aprendre direcció d'escena. Va col·laborar amb Meyerhold en diversos projectes i malgrat que Einsenstein va seguir el seu propi camí, l'empremta del creador teatral és molt patent tant en la concepció del treball de l'actor com en la seva formulació estètica, sobretot en la pel·lícula Ivan el terrible.

## Documentals
- BOGDANOV, G; MIME CENTRUM BERLIN (1997) Meyerhold's Theater and Biomechanics, Contemporary Arts Media.
- CRAIG, M.(dir) (2004) Meyerhold, Theatre and the russian Avant-garde, Copernicus Films.
- DOCZY, K.(2003) A workshop in biomechanics, Contemporary Arts Media.